# Ořechov u Křižanova
Ořechov (deutsch Orzechow, 1940–45 Nußdorf) ist eine Gemeinde in Tschechien. Sie liegt neun Kilometer östlich von Velké Meziříčí und gehört zum Okres Žďár nad Sázavou.

## Geographie
Ořechov befindet sich im Krischanauer Bergland (Křižanovská vrchovina) im Süden der Böhmisch-Mährischen Höhe linksseitig des Flüsschens Bítýška. Westlich des Ortes liegen zahlreiche Teiche. Im Norden erheben sich der Na Skalách (654 m) und die Svatá hora (679 m), nordöstlich der Malý kamenný vrch (592 m). Durch den Ort führt die Staatsstraße 37 zwischen Křižanov und Velká Bíteš sowie die Eisenbahn von Brno nach Žďár nad Sázavou.
Nachbarorte sind Kadolec im Norden, Rohy, Heřmanov und Milešín im Nordosten, Skřinářov im Osten, Tři Dvory, Osová und Osová Bítýška im Südosten, Křeptovský Dvůr und Ruda im Süden, Jabloňov im Südwesten, Ronov im Westen sowie Sviny und Křižanov im Nordwesten.
Westlich, zwischen Ronov und Březejc liegt die Wüstung Chlístov, und im Südwesten zwischen Ronov und Ruda die Wüstung Kyjov.

## Geschichte
Die erste urkundliche Erwähnung des Dorfes Orziechowe erfolgte 1364, als Henricus de Ossaw (Jindřich z Osového a z Ronova) die Herrschaft Ossaw an Jan von Bechin (Jan z Bechyně) überschrieb. Dieser trennte 1366 Orziechowe von Ossaw ab und verkaufte das Dorf einschließlich Libochová, dem Wald bei Chlístov und der Hälfte von Kadolec an Mikeš von Borotín. Er veräußerte Orzechau zwei Jahre später an Čeněk von Letovice. Zu Beginn des 15. Jahrhunderts kam Orzechau wieder zur Herrschaft Osové zurück. Sigmund von Doubravice und Osové schrieb 1493 das Dorf zusammen mit Kadolec und der Hälfte von Bítýška seiner Frau Markéta von Kukvice zu.
Im Jahre 1552 wurde Orzechau unter Jan Přepyský von Rychemburk zu einer kleinen Herrschaft, deren Sitze die neu erbaute Feste Nový Ořechov und der Rittersitz Ořechov war, der später als Ronow bezeichnet wurde. Die Herrschaft Neu Orzechau (Nový Ořechov) umfasste die Dörfer Orzechau, Kadolec und Kyjov sowie das wüste Dorf und den wüsten Hof Chlístov.
Auf den herrschaftlichen Gütern wurden eine Schenke, Brauerei, Bäckerei, Schmiede und Hammermühle betrieben. 1609 kaufte Lev Burian Berka von Dubá und Lipa die Herrschaft von Alena von Meziříčí. Weitere Besitzer waren u. a. Wilhelm Munk von Eibenschütz und nach der Schlacht am Weißen Berg Kardinal Franz Xaver von Dietrichstein. Am 4. Juni 1687 kaufte Dominik Andreas von Kaunitz die Herrschaft Neu Orzechau und schloss sie an Krizanau an. Im Jahre 1700 begann in Ořechov die Verhüttung des Eisenerzes von Kundratice. Zwischen 1703 und 1710 stand ein Hochofen in Betrieb, zugleich erfolgte im 18. Jahrhundert um Ořechov Eisenerzbergbau.
Nach der Aufhebung der Patrimonialherrschaften bildete Ořechov ab 1850 einen Ortsteil der Marktgemeinde Křižanov in der Bezirkshauptmannschaft Velké Meziříčí. 1867 entstand die politische Gemeinde Ořechov mit dem Ortsteil Ronov. Zu Beginn des Jahres 1961 wurde die Gemeinde dem Okres Žďár nad Sázavou zugeordnet. Zwischen 1980 und 1990 war Ořechov ein Ortsteil von Osová Bítýška. Seit 2008 führt Ořechov ein Wappen und Banner.

## Gemeindegliederung
Die Gemeinde Ořechov besteht aus den Ortsteilen Ořechov (Orzechow, 1940–45 Nußdorf) und Ronov (Ronow).

## Sehenswürdigkeiten
- barocke Kapelle des hl. Antonius von Padua in Ronov, errichtet 1680
- Steinkreuz an der Kapelle in Ronov
- U Sedmi dlabek, an dem sagenumwobenen Stein soll ein Bauer vom Teufel geholt worden sein